# Scintharista zolotarevskyi
Scintharista zolotarevskyi är en insektsart som beskrevs av Boris Petrovich Uvarov 1941. Scintharista zolotarevskyi ingår i släktet Scintharista och familjen gräshoppor. Inga underarter finns listade i Catalogue of Life.